# Central Park Tower
La Central Park Tower è un grattacielo ad uso residenziale e commerciale situato a Midtown Manhattan, nella città di New York. La torre è, con i suoi 472,44 metri, la seconda più alta della città e anche di tutti gli Stati Uniti d'America, nonché la quindicesima in tutto il mondo.

## Storia

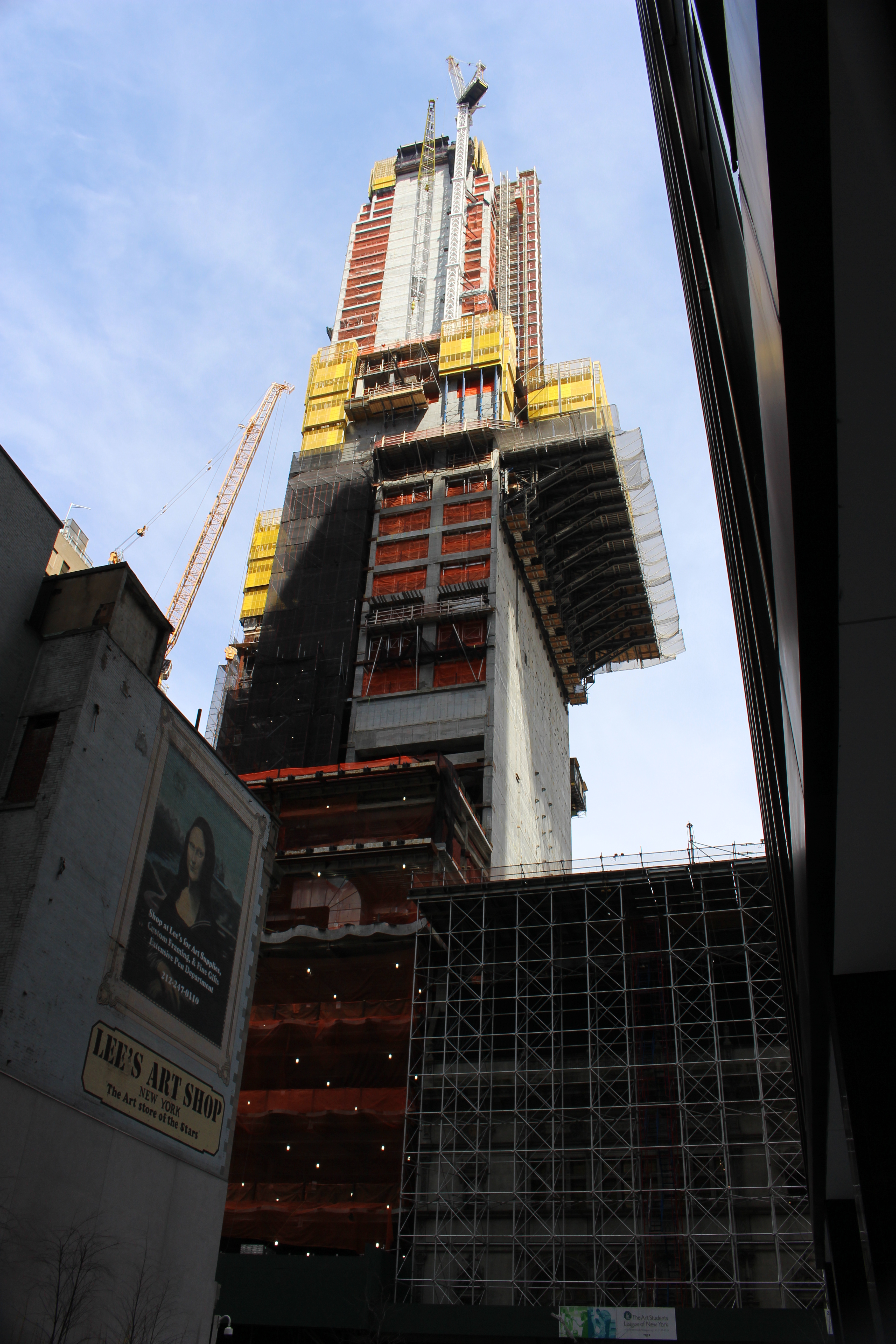
Costruzione della torre nell'aprile 2017.

Verso la fine del 2011, sono iniziati i lavori di demolizione degli edifici presenti sul sito e nel dicembre 2012 rimaneva ormai un solo edificio da demolire. Nell'estate del 2013 i lavori di demolizione sono stati completati permettendo l'avvio dei lavori di fondazione, autorizzati già il 19 febbraio 2013. 
Nel luglio del 2014 hanno avuto inizio le prime gettate di cemento nelle fondamenta. I lavori di costruzione sono terminati nel dicembre 2021.

## Caratteristiche
Il progetto della struttura è stato realizzato dallo studio Adrian Smith + Gordon Gill Architecture. A causa di un altro progetto residenziale in costruzione dalla parte opposta della strada, Extell ha deciso in seguito di acquistare i diritti d'aria della Art Students League of New York, che si è espressa favorevolmente, per la costruzione di una sezione a sbalzo. Il 20 aprile 2015 è stato rivelato il design ufficiale della torre. Successivamente, il 25 giugno 2015, è stata annunciata la rimozione della guglia ornamentale con conseguente riduzione dell'altezza a 472 m.

### Ripartizione piani
La torre contiene 179 appartamenti, ha 98 piani fuori terra e tre livelli interrati. I primi cinque piani della torre sono occupati dal grande magazzino Nordstrom, alla sua prima apertura nella città di New York.
I piani otto e dieci sono invece occupati da spazi per l'intrattenimento dei residenti. L'ultimo piano è numerato 136, in quanto diversi numeri di piano sono in realtà saltati.